# Adam Matysek
Adam Matysek, né le 19 juillet 1968 à Piekary Śląskie (Pologne), est un footballeur polonais, qui évoluait au poste de gardien de but au TSV Bayer 04 Leverkusen et en équipe de Pologne.
Matysek n'a marqué aucun but lors de ses trente-quatre sélections avec l'équipe de Pologne entre 1991 et 2002. Il est l'entraîneur des gardiens du 1. FC Nuremberg.

## Carrière
- 1989-1993 : Śląsk Wrocław
- 1993-1996 : SC Fortuna Cologne
- 1996-1998 : FC Gütersloh
- 1998-2001 : TSV Bayer 04 Leverkusen
- 2001 : MKS Zagłębie Lubin
- 2002 : RKS Radomsko

## Palmarès

### En équipe nationale
- 34 sélections et 0 but avec l'équipe de Pologne entre 1991 et 2002.

### Avec le Bayer Leverkusen
- Second du Championnat d'Allemagne de football en 1999 et 2000.